# SN 2010ii
SN 2010ii – supernowa typu Ia odkryta 30 września 2010 roku w galaktyce NGC 7342. W momencie odkrycia miała maksymalną jasność 18,00m.